# Anathallis githaginea
Anathallis githaginea är en orkidéart som först beskrevs av Guido Frederico João Pabst och Leslie Andrew Garay, och fick sitt nu gällande namn av Alec M. Pridgeon och Mark W. Chase. Anathallis githaginea ingår i släktet Anathallis och familjen orkidéer. Inga underarter finns listade i Catalogue of Life.